# Ruote

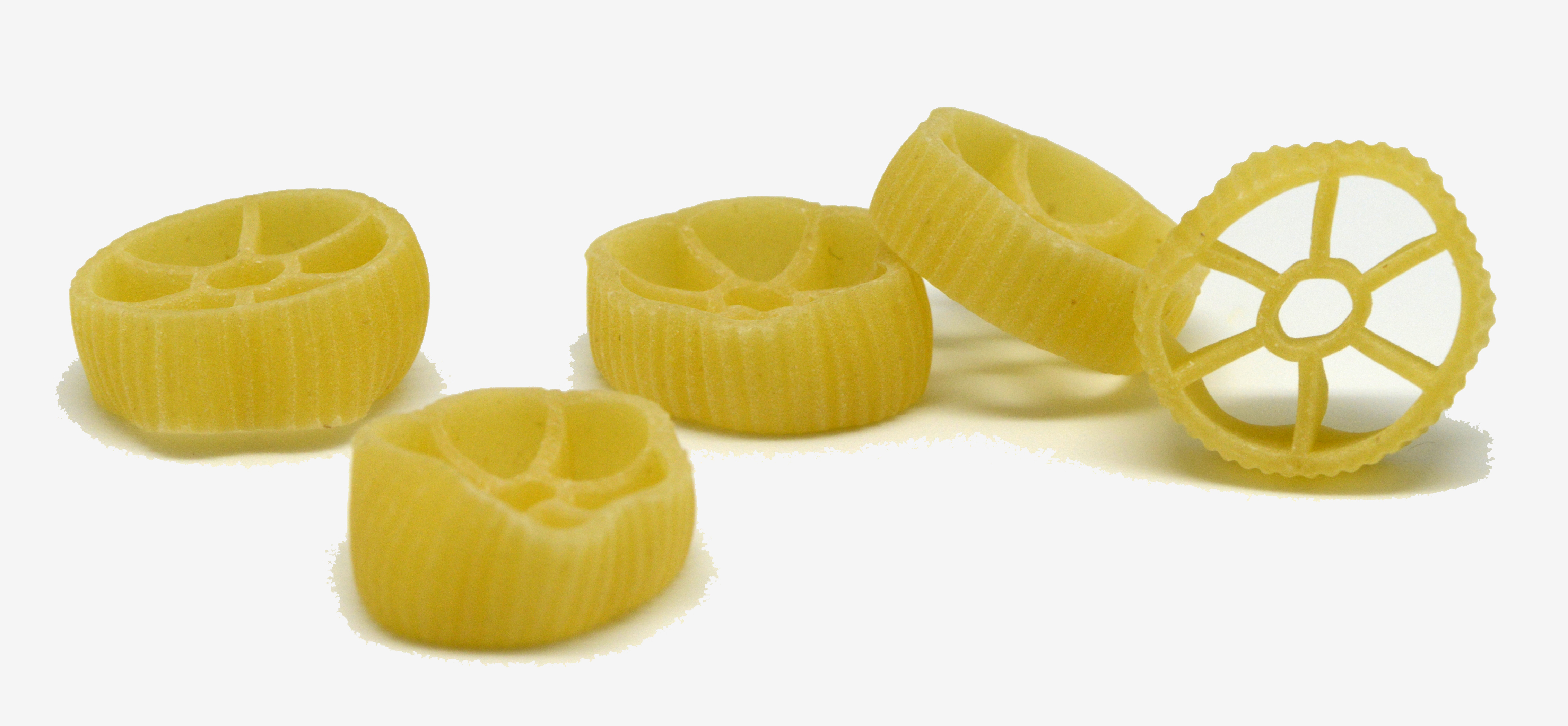
Ruote

Ruote (także: rotelle) – rodzaj włoskiego makaronu, wymyślony w okresie industrializacji Włoch na początku XX wieku.
Kształt inspirowany jest światem mechaniki - wzorowany na kole samochodowym, kolejowym lub mechanicznym albo na kierownicy pojazdu. Nadaje się przede wszystkim do zapiekanek i sałatek. Z uwagi na kształt dobrze wyłapuje z talerza zawiesiste sosy.